# Dvärgblodbi
Dvärgblodbi (Sphecodes longulus) är en biart som beskrevs av Hagens 1882. Den ingår i släktet blodbin och familjen vägbin. Inga underarter finns listade i Catalogue of Life.

## Beskrivning
Till skillnad från de flesta blodbin, som har större delen av bakkroppen röd, har i synnerhet dvärgblodbiets hane mycket litet rött på den i övrigt svarta bakkroppen. Honan har tergit 1, 2 och en del av tergit 3 röda. Hanen har ännu mindre rött; endast en del av tergit 1 är röd. Arten har dessutom delar av bakskenbenen röda, och ett alldeles runt huvud. Som det svenska trivialnamnet antyder, är arten mycket liten, med en kroppslängd på 4 till 5 mm.

## Ekologi
Habitatet består av öppna, sandiga marker som stäpper och liknande, övergivna sandtag, halvöknar, gräsmarker, betesmarker, buskageområden och lantliga trädgårdar. Arten flyger bland annat till åkertistel och rödkörvel.

### Fortplantning
Precis som de flesta av sina värdarter får dvärgblodbiet två generationer per år; En tidig, som uppträder under vår och försommar, och endast består av honor; samt en sen, som flyger under sensommaren, och som består av både honor och hanar.
Likt alla blodbin är honan boparasit; hon bygger inga egna bon, utan lägger sina ägg i bon av smalbin. Exakt vilka arter är osäkert, internationellt diskuterade arter är småsmalbi, bronssmalbi, zonsmalbi, glanssmalbi, franssmalbi och metallsmalbi, av vilka småsmalbi främst brukar nämnas.. Det förefaller dock som det bland annat i Sverige främst är dynsmalbi som tjänar som värdart. Som alla blodbin är honan mycket aggressiv, och kan till och med döda värdhonan om denna skulle vara närvarande och sätta sig till motvärn. Därefter öppnar hon en förseglad larvcell som redan försetts med ägg och näring, förstör värdägget eller -larven, och lägger sitt eget ägg i cellen så att hennes avkomma ostört kan leva på det insamlade matförrådet.

## Utbredning
Utbredningsområdet omfattar Europa från Iberiska halvön norrut till södra England, Danmark och Finland, samt österut via Centraleuropa och Balkan till Tadzjikistan i Centralasien. Den förekommer även i Turkiet.
I Sverige finns den endast i östra Skåne och i en lokal i Blekinge. Första observationen i landet gjordes så sent som i juli 2002 vid Rinkaby nära Kristianstad i östra Skåne, då en hane infångades på åkertistel. Arten har därefter spritt sig till ett större antal lokaler i östra Skåne från Kristianstadstrakten i norr till trakten av Kivik i söder. Den har dessutom setts två gånger i Sölvesborgstrakten i västra Blekinge.
I Finland finns dvärgblodbiet från sydkusten på fastlandet (det finns inte på Åland) upp till landskapen Mellersta Finland och Norra Karelen. Fram till mitten av 1950-talet fanns den även i Norra Savolax.

## Status
Internationellt är arten inte hotad; IUCN klassificerar den som livskraftig ("LC").
I Sverige är den rödlistad som nära hotad ("NT").
I Finland är den däremot inte rödlistad, utan klassificerad som livskraftig.